# WTA Finals 2023 - Singolare
Caroline Garcia era la detentrice del titolo, ma non si è qualificata per quest'edizione del torneo. Nessuna precedente campionessa si è qualificata per questa edizione, garantendo una vincitrice inedita del torneo.
In finale Iga Świątek ha sconfitto Jessica Pegula con il punteggio di 6-1, 6-0, trionfando per la prima volta nella competizione.

## Giocatrici
1. Aryna Sabalenka (semifinale)
2. Iga Świątek (Campionessa)
3. Coco Gauff (semifinale)
4. Elena Rybakina (round robin)

1. Jessica Pegula (finale)
2. Ons Jabeur (round robin)
3. Markéta Vondroušová (round robin)
4. Maria Sakkarī (round robin)

### Riserve
1. Barbora Krejčiková (non ha giocato)

## Tabellone

### Legenda
| - Q = Qualificato - WC = Wild card - LL = Lucky loser | - ALT = Alternate - SE = Special Exempt - PR = Protected Ranking | - w/o = Walkover - r = Ritirato - d = Squalificato |

### Fase finale
|  | Semifinali | Semifinali      | Semifinali      | Semifinali | Semifinali |  |  | Finale | Finale         | Finale         | Finale | Finale |  |
|  |            |                 |                 |            |            |  |  |        |                |                |        |        |  |
|  | 5          | Jessica Pegula  | Jessica Pegula  | 6          | 6          |  |  |        |                |                |        |        |  |
|  | 3          | Coco Gauff      | Coco Gauff      | 2          | 1          |  |  | 5      | Jessica Pegula | Jessica Pegula | 1      | 0      |  |
|  | 1          | Aryna Sabalenka | Aryna Sabalenka | 3          | 2          |  |  | 2      | Iga Świątek    | Iga Świątek    | 6      | 6      |  |
|  | 2          | Iga Świątek     | Iga Świątek     | 6          | 6          |  |  |        |                |                |        |        |  |

### Gruppo Bacalar
|   |                 | Sabalenka     | Rybakina            | Pegula   | Sakkarī             | RR V-P | Set V-P    | Game V-P    | Classifica |
| 1 | Aryna Sabalenka |               | 6-2, 3-6, 6-3       | 4-6, 3-6 | 6-0, 6-1            | 2-1    | 4-3 (57%)  | 34-24 (59%) | 2          |
| 4 | Elena Rybakina  | 2-6, 6-3, 3-6 |                     | 5-7, 2-6 | 6-0, 6(4)-7, 7-6(2) | 1-2    | 3-5 (40%)  | 37-41 (47%) | 3          |
| 5 | Jessica Pegula  | 6-4, 6-3      | 7-5, 6-2            |          | 6-3, 6-2            | 3-0    | 6-0 (100%) | 37-19 (66%) | 1          |
| 8 | Maria Sakkarī   | 0-6, 1-6      | 0-6, 7-6(4), 6(2)-7 | 3-6, 2-6 |                     | 0-3    | 1-6 (14%)  | 19-43 (31%) | 4          |

La classifica viene stilata in base ai seguenti criteri: 1) Numero di vittorie; 2) Numero di partite giocate; 3) Scontri diretti (in caso di due giocatori pari merito); 4) Percentuale di set vinti o di game vinti (in caso di tre giocatori pari merito); 5) Decisione della commissione

### Gruppo Chetumal
|   |                     | Świątek     | Gauff            | Jabeur   | Vondroušová      | RR V-P | Set V-P    | Game V-P    | Classifica |
| 2 | Iga Świątek         |             | 6-0, 7-5         | 6-1, 6-2 | 7-6(3), 6-0      | 3-0    | 6-0 (100%) | 38-14 (73%) | 1          |
| 3 | Coco Gauff          | 0-6, 5-7    |                  | 6-0, 6-1 | 5-7, 7-6(4), 6-3 | 2-1    | 5-3 (62%)  | 35-30 (54%) | 2          |
| 6 | Ons Jabeur          | 1-6, 2-6    | 0-6, 1-6         |          | 6-4, 6-3         | 1-2    | 2-4 (33%)  | 16-31 (34%) | 3          |
| 7 | Markéta Vondroušová | 6(3)-7, 0-6 | 7-5, 6(4)-7, 3-6 | 4-6, 3-6 |                  | 0-3    | 1-6 (14%)  | 29-43 (40%) | 4          |

La classifica viene stilata in base ai seguenti criteri: 1) Numero di vittorie; 2) Numero di partite giocate; 3) Scontri diretti (in caso di due giocatori pari merito); 4) Percentuale di set vinti o di game vinti (in caso di tre giocatori pari merito); 5) Decisione della commissione